# Praça Brasil
Praça Brasil era um programa humorístico exibido semanalmente na década de 1980, pela TV Bandeirantes, apresentado inicialmente por Carlos Alberto de Nóbrega e, posteriormente, por Moacyr Franco. Integravam o elenco humoristas consagrados como Ronald Golias, Nair Bello, Costinha, Jorge Loredo, Zilda Cardoso, Canarinho, Chocolate e Orival Pessini.
O programa foi sucesso de audiência, mas com apenas duas semanas no ar, Sílvio Santos contratou Carlos Alberto de Nóbrega e grande parte do elenco, levando-os para o SBT, para criar A Praça é Nossa. No entanto, a Praça Brasil não chegou ao fim na Bandeirantes. Moacyr Franco, que não migrou para o canal de Silvio Santos, assumiu a apresentação do programa. Golias permaneceu no elenco, e Costinha foi incorporado ao time, fortalecendo o programa. A Praça Brasil continuou sendo exibida até 30 de dezembro de 1988. 
Em 1989, o programa foi reformulado e mudou de nome para Só Riso na Praça, que teve vida curta.